# Żelazny kaganek
Żelazny kaganek – powieść historyczna Dimityra Talewa, pierwsza część tetralogii, będącej szeroką panoramą losów mieszkańców Macedonii w ostatnich latach panowania tureckiego, aż po wydarzenia z przełomu XIX i XX w. Powieść została opublikowana w 1952 r.
Utwór został wpisany do kanonu literatury bułgarskiej 1878–1988.
Powieść przedstawia losy bułgarskiego rodu Głauszewów. Akcja powieści rozpoczyna się w połowie lat 30. XIX w. Stojan Głauszew, zabiwszy psa, który należał do lokalnego wielmoży tureckiego, w obawie przed jego gniewem decyduje się na ucieczkę ze wsi. Osiada w pobliskim mieście Prespa, gdzie poznaje Sułtanę, kobietę zaradną, silną i energiczną. Z ich związku rodzi się ośmioro dzieci, wśród nich Łazar i Katerina. Łazar Głauszew (w pol. przekładzie: Łazarz), cechami charakteru podobny jest do matki: bezkompromisowy i zdecydowany. Jako oczytany i oświecony człowiek, w zgodzie z duchem epoki, mocno angażuje się w walkę o niezależność rodzimej Cerkwi bułgarskiej. Aktywnie występuje przeciwko greckiej administracji cerkiewnej w Prespie, która narzuca język grecki jako obowiązujący podczas nabożeństw. Katarina Głauszewa (w pol. przekładzie: Katarzyna), siostra Łazara, w obronie uczucia występuje przeciwko własnej matce i wiąże się z rzeźbiarzem Rafe Klincze (w pol. przekładzie: Rafael Klincze), wykonującym ikonostas do nowej cerkwi, wznoszonej wspólnymi siłami w Prespie. Ważną postacią jest w powieści również Sułtana Głauszewa, oddana opiece nad dziećmi oraz mocno zaangażowana w sprawy rodu.
Talew na przykładzie dziejów jednej rodziny przedstawia panoramę życia w dziewiętnastowiecznym społeczeństwie bułgarskim na terenach Macedonii. Opisując przemiany społeczno-obyczajowe epoki odrodzenia narodowego, konkretyzuje w bohaterach powieści typowe postawy, zjawiska i wybory życiowe ludzi tamtych czasów.
Powieść składa się z czterech części:
- Wnuka Hadżiego Serafina
- Ponure lata
- Naród się budzi
- Korzenie i gałęzie